# Calamaria pfefferi
Calamaria pfefferi — вид змій родини полозових (Colubridae). Ендемік Японії. Вид названий на честь німецького зоолога Георга Йоганна Пфеффера.

## Поширення і екологія
Calamaria pfefferi мешкають на островах Міяко та Ірабу в архіпелазі Рюкю. Вони живуть в субтропічних лісах та на луках.

## Збереження
МСОП класифікує цей вид як такий, що перебуває під загрозою зникнення. Calamaria pfefferi загрожує знищення природного середовища.